# 고다 아야
고다 아야(幸田文)는 일본의 수필가이자 소설가이다. 메이지 시대 소설가 고다 로한의 둘째 딸이다. 딸 아오키 다마(1929년생), 손녀 아오키 나오(1963년생) 또한 소설가이다.

## 일생
고다는 도쿄에서 태어났다. 다섯 살 때 어머니를 잃었으며, 이후에 언니와 남동생도 잃게 되었다. 고다는 죠시가쿠인에서 공부하였고 24세에 결혼하였으나 10년 뒤 이혼하여 딸인 다마를 데리고 아버지와 살게 되었다. 다마 아오키의 《고이시카와의 집》(小石川の家)에 따르면 제2차 세계 대전동안 고다는 아버지가 직업을 유지할 수 있도록 도왔다. 고다의 첫 작품은 43세 때 쓴 아버지와 함께 했던 삶의 회고록으로, 여기에는 〈치치〉(父), 〈곤나코토〉(こんなこと) 등이 수록되었다. 이 작품은 충실한 딸의 모습이 주목을 받으며 막대한 성공을 거두게 되었다.
고다는 후속 단편과 소설, 수필에서 여성의 삶과 가족, 전통 문화에 대해 탐구하였다. 1955년에 발표한 소설 《나가레루》(流れる)를 비롯해 수필 〈카케라〉, 단편 〈히나〉와 〈군소〉 등이 영화로 만들어졌다. 《구로이수소》(黒い裾)로 요미우리 문학상을 받았다.